# The Prince and Me 2: The Royal Wedding
The Prince and Me 2: The Royal Wedding er en romantiske komedie fra 2006, som er efterfølger til The Prince & Me, og blev frigivet direkte til video. Filmen, som er instrueret af Catherine Cyran, har Luke Mably i rollen som kong Edvard af Danmark, hvor Kam Heskin erstatter Julia Stiles som Paige Morgan og Clemency Burton-Hill som den nytilkommen Prinsesse Kirsten af Norge.

## Plot
Blot uger før deres bryllup, er den kronet til konge Edvard af Danmark (Lukas Mably) og hans amerikanske forlovede Paige Morgan (Kam Heskin) deres forhold - og det danske monarki - i fare. Edvards barndomsven, Prinsesse Kirsten (Clemency Burton-Hill), kommer på besøg og finder grunde til at forsøge at stjæle Edvard fra Paige, både for hendes personlige årsager (for at blive dronning af Danmark), og fordi at hendes far, en norsk kongelig, er stærkt i gæld og forsøger at gifte Kirsten ind i den kongelige families penge. På et tidspunkt lærer Prinsesse Kirsten Paige, at sige noget på dansk. Da Paige bliver bedt om at sige noget på dansk, siger hun, hvad Kirsten lærte hende, og vi kommer til at finde ud af, at Paige har kaldt dronningemoderen et grøn æsel.
En gammel lov bringes frem i lyset, som kræver at en dansk konge skal være gift med en prinsesse før sin 23 års fødselsdag, eller blive tvunget til at abdicere og opgive kronen. Den stress, som er forårsaget af loven, medfører at Paige og Edvard at bryder op, da Edvard planer om at gifte sig med prinsesse Kirsten. Paige beslutter at opholde sig i Danmark for at afslutte hendes semester. Under "bryllupsplanlægning" af prinsesse Kristen og Edvard, indser Paige, gennem Edvard kropssprog, at han ikke elsker Kirsten. Paige er i stand til at finde et smuthul i loven, med hjælp fra hendes venner, som er jurastuderende. Den nyere lov fastslår, at enhver kvinde kan blive kronet som en prinsesse, hvis hun kan demonstrere kendskab til den danske grundlov ved at læse det på dansk overfor Parlamentet. Heldigvis er det danske Folketing til stede ved brylluppet, hvor forfatningen bliver læst op og det lykkelige par gifter sig.

## Cast
- Luke Mably som Edvard III, Konge af Danmark
- Kam Heskin som Paige Morgan
- Maryam d'Abo som Rosalind, Dronningemoderen
- Clemency Burton-Hill som Prinsesse Kirsten
- Jonathan Firth som Søren
- Jim Holt som Prins Albert
- David Fellowes som Haraald, tidligere konge af Danmark
- Daniel Cerny som Jake
- David Fisher som Doctor
- Mirek Hrabe som Prins Vladimir
- Paulína Bakarová som Prinsesse Gabrielle (Paulina Nemcova)
- Lana Likic som Prinsesse Carmilla
- Dan Brown som Bishop

- Andrea Miltner som Birgitta
- Zdenek Maryska som Mr. Christianson

## Eksterne links
- The Prince and Me 2: The Royal Wedding på Internet Movie Database (engelsk)
- The Prince and Me 2: The Royal Wedding på Filmdatabasen
- The Prince and Me 2: The Royal Wedding på AlloCiné (fransk)
- The Prince and Me 2: The Royal Wedding på MovieMeter (nederlandsk)
- The Prince and Me 2: The Royal Wedding på AllMovie (engelsk)
- The Prince and Me 2: The Royal Wedding på The Movie Database (engelsk)
- The Prince and Me 2: The Royal Wedding på Rotten Tomatoes (engelsk)
- The Prince and Me 2: The Royal Wedding på Filmaffinity (engelsk)
- The Prince and Me 2: The Royal Wedding hos TV.com (engelsk)